# Ларон, Цви
Цви Ларон (ивр. צבי לרון‎; род. 6 февраля 1927, Черновцы, Румыния) — израильский учёный-эндокринолог. Один из пионеров эндокринологии (в том числе детской) в Израиле, Цви Ларон в середине 1960-х годов первым в мире описал синдром детской карликовости, названный его именем. Ларон также является разработчиком первого комплексного метода терапии ювенального диабета. Заслуги профессора Ларона отмечены Премией Израиля, званием рыцаря I класса ордена Белой розы Финляндии, членством в Германской академии естествоиспытателей «Леопольдина» и другими наградами.

## Биография
Цви Ларон родился в Черновцах (в то время принадлежавших Румынии) в 1927 году. Во время Второй мировой войны мальчик был отправлен в концентрационный лагерь на территории Транснистрии. Выжить ему помогла инициатива его дяди Зигфрида Ягендорфа. Бывший еврейский коммерсант сумел убедить начальство лагеря в необходимости создания еврейских трудовых отрядов, занимавшихся ремонтом местных электролиний и работой на сталелитейном комбинате. Цви был одним из 15 тысяч еврейских рабочих, сумевших пережить таким образом годы до освобождения концлагеря Красной армией.
Вернувшись в 1944 году в освобождённую Румынию, Ларон начал учиться медицине. После двух лет учёбы Цви, к этому моменту примкнувший к сионистской организации, перебрался в Болгарию, где с ещё 7,5 тысячами евреев сел на корабль «Пан-Йорк» («Кибуц Галуйот»), направлявшийся в подмандатную Палестину. Британские власти Палестины, однако, отправили всех пассажиров корабля в фильтрационный лагерь на Кипре, где Ларон провёл год, прежде чем всё же попасть в только что получивший независимость Израиль. В ходе Войны за независимость Израиля Ларон служил в вооружённых силах молодого государства в качестве медицинского персонала. По окончании войны он смог продолжить своё обучение и в 1952 году окончил медицинский факультет Еврейского университета в Иерусалиме. Во время учёбы в Иерусалиме Ларон работал в лаборатории гематолога Андре де Вриса, где впервые заинтересовался вопросами метаболизма.
По окончании учёбы Цви Ларон получил работу в хайфской больнице «Рамбам», а затем работал в Общей больнице Бостона, где сочетал медицинскую практику в педиатрическом отделении с исследовательской работой. В 1957 году он вернулся в Израиль, получив от де Вриса приглашение возглавить новую детскую эндокринологическую клинику. Ларон оставался директором этой клиники, известной как Институт педиатрической и подростковой эндокринологии при больнице «Бейлинсон» (Петах-Тиква), вплоть до 1992 года, сохранив этот пост и после её передачи в ведение Израильского центра детской медицины им. Шнайдера, где она была преобразована в лабораторию эндокринологии и диабета. С 1983 года Цви Ларон также возглавлял кафедру эндокринологии и ювенального диабета в Тель-Авивском университете, в 1996 году получив профессорское звание.
Цви Ларон с женой Товой проживает в районе Рамат-Гана Рамат-Эфаль. У него четверо детей и почти десяток внуков.

## Научная работа
В 1958 году Цви Ларон начал исследование группы малорослых пациентов, которых отличали клинические и биохимические симптомы дефицита гормона роста при наличии высокой концентрации иммунореактивного гормона роста в плазме крови. Были выделены две разновидности заболевания — первая была связана с дефективным геном рецептора гормона роста, который препятствует связыванию гормона, а вторая со сбоем в усвоении гормона, уже связанного в клетке. Заболевание получило название синдрома Ларона.
Открытие синдрома Ларона, являющееся наиболее известным научным достижением Цви Ларона, при этом не является единственным. Значительная часть его научной работы (включающей около 30 книг, в которых он выступал автором и редактором, и около 1000 статей) посвящена сахарному диабету 1-го типа. Ларон разрабатывал теорию, согласно которой развитие этого заболевания связано с вирусными инфекциями, передаваемыми от матери плоду в утробе. Если эта теория верна, это может означать возможность предотвращения ювенального диабета с помощью вакцинации. Ларон стал первым, кто разработал действующую комплексную методику борьбы с ювенальным диабетом, включающую не только медицинские учреждения, но и социальные и образовательные организации

## Признание заслуг
Доктор Цви Ларон — почётный гражданин французского города Монпелье и почётный доктор ряда университетов, в том числе Университета медицины и фармакологии Клуж-Напока и Тимишоарского университета (оба — Румыния) и университета Восточного Пьемонта (Новара, Италия). Он является почётным членом Академии медицины и наук Румынии (с 1995 года) и членом Германской академии естествоиспытателей «Леопольдина» (с 1988 года).
Среди наград, полученных Цви Лароном за его научную деятельность, были награды Израильского эндокринологического общества, эндокринологического общества США и Итальянского педиатрического общества. Он лауреат премии имени А. Прадер, присуждаемой Европейским обществом педиатрической эндокринологии. В 2008 году он был награждён  орденом Белой розы Финляндии Рыцарской степени 1 класса, а в 2009 году удостоен Премии Израиля в области медицины.